# جيناسيو خوسيه كوريه
جيناسيو خوسيه كوريه (بالبرتغالية: Ginásio José Corrêa‏) هو ملعب رياضي داخلي يقع في بارويري، ساو باولو، البرازيل. تبلغ سعة الملعب 5،000 شخص لمباريات كرة السلة والكرة الطائرة.